# Liste von Reiseschriftstellern
Ein Reiseschriftsteller ist ein Verfasser von Reiseliteratur. Dazu zählen der Reisebericht, die Reisebeschreibung und der Reiseroman.

## A
- Bertus Aafjes NL
- Karl Heinz Abshagen D
- Willibald Alexis D
- Andreas Altmann D
- Hans Jakob Ammann CH
- Hans Christian Andersen DK
- Ernst Moritz Arndt D
- Thomas Witlam Atkinson GB
- Carl Auler D

## B
- Thomas Bauer D
- Therese von Bacheracht D
- Bruno Baumann D
- Elly Beinhorn D
- Gertrude Bell GB
- Matilda Betham-Edwards GB
- Otto Julius Bierbaum D
- Isabella Bishop GB
- Kurt Boeck D
- Antonia Bolingbroke-Kent GB
- Ludwig Börne D
- Carles Bosch de la Trinxeria KAT
- Klaus Bötig D
- Pierre Bouguer F
- Nicolas Bouvier CH
- Heinrich Karl Brandes D
- Bill Bryson USA
- Angus Buchanan GB
- Isabel Burton GB
- Wolfgang Büscher D
- Gary Buslik USA
- Robert Byron GB

## C
- Johann Heinrich Campe D
- Adelbert von Chamisso D
- Georgiana Chatterton GB
- Bruce Chatwin GB
- André Chevrillon F
- Louis du Couret F
- Abner Weyman Colgate USA
- Wolf-Ulrich Cropp D
- Astolphe de Custine F

## D
- William Dampier GB
- Stéphane Desombre F
- Kildare Dobbs CDN
- Gustave Duverne F
- Alexandra David-Néel F

## E
- Amelia Edwards GB
- Otto E. Ehlers D
- Clemens Eich D/A
- Jason Elliot GB

## F
- Gustav Faber D
- Hubert Fichte D
- Wilhelm Filchner D
- Patrick Leigh Fermor GB
- Theodor Fontane D
- Georg Forster D
- Karl Emil Franzos D
- Josh Feitelson IRL
- Dominik Funk  DOM

## G
- René Gardi CH
- Rollo Gebhard D
- Friedrich Gerstäcker D
- André Gide F
- Adolf Glaßbrenner D
- Johann Wolfgang Goethe D
- Rolf Goetz D
- Bogumil Goltz D
- Otto Grashof D
- Johann Gottfried Gregorii D
- Ferdinand Gregorovius D
- Franz Grillparzer A
- Karl Gutzkow D

## H
- Hayyim Habshush Jemen
- Friedrich Wilhelm Hackländer D
- Ida Hahn-Hahn D
- Gerhard Anton von Halem D
- Roland Hanewald D
- Jiří Hanzelka CZ
- Heinrich Harrer A
- Arnold von Harff D
- Moritz Hartmann D
- Sven Hedin S
- Karl Helbig D
- Heinz Helfgen D
- Hans Helfritz D
- Heinrich Heine D
- Paul Hentzner D
- Herodot GR
- Thomas Hodgskin GB

## I
- Karl Leberecht Immermann D
- Washington Irving USA
- Rolf Italiaander D

## J
- Brigitte Jäger-Dabek D
- A. E. Johann D
- Adolphe Joanne F

## K
- Ludwig Kalisch D
- Ryszard Kapuscinski PL
- Alma Karlin A-H
- Richard Katz A-H
- Bernhard Kellermann D
- Yves Joseph de Kerguelen de Trémarec F
- Karl Maria Kertbeny A-H
- Hermann Graf Keyserling
- Troels Kløvedal DK
- Adolph Freiherr Knigge D
- Helmut Knorr CH
- Wolfgang Koeppen D
- Johann Georg Kohl D
- August Kopisch D
- Christian Kracht CH
- Dieter Kreutzkamp D
- Ferdinand Gustav Kühne D
- Fritz Kummer D
- Carl Heinz Kurz D

## L
- Jean-Baptiste Labat F
- Charles-Marie de La Condamine F
- Heinrich Laube D
- Walter Laufenberg D
- Oskar Lehner A
- Fanny Lewald D
- Georg Wilhelm von Lüdemann D

## M
- Rory Maclean CDN
- Ella Maillart CH
- Elsemarie Maletzke D
- Karl May D
- Meshullam da Volterra I
- Alfred Meißner D
- Fanny Mendelssohn D
- Johann Heinrich Merck D
- Friedrich Johann Lorenz Meyer D
- Balduin Möllhausen D
- Helmuth Karl Bernhard von Moltke D
- Peter Moore AUS
- Fritz Moravec A
- Karl Philipp Moritz D
- John Lothrop Motley USA
- Fritz Mühlenweg D
- Wilhelm Müller (Dichter) D
- Wilhelm Müller D
- Theodor Mundt D

## N
- Gustav Nachtigal D
- V. S. Naipaul GB
- Friedrich Nicolai D
- Ralf Nestmeyer D
- Eric Newby GB
- Cees Nooteboom NL

## O
- Redmond O’Hanlon GB

## P
- Michael Palin GB
- Vitalis Pantenburg D
- Alfons Paquet D
- Pausanias Röm. Reich (Kleinasien)
- Michel Peissel F
- Sophie Petersen DK
- Ida Pfeiffer A-H
- Josep Pla KAT
- Marco Polo I
- Willy Puchner A
- Hermann von Pückler-Muskau D
- Samuel Purchas GB
- Karin Ulrike Peter A

## Q
- Hans Queling D
- Carl Quentin D

## R
- Christoph Ransmayr A
- Gustav Rasch D
- Georg Friedrich Rebmann D
- Johann Friedrich Reichardt D
- Max Reisch A
- Ludwig Rellstab D
- Johann Kaspar Riesbeck D
- Herbert Rittlinger D
- Heinz Rox-Schulz D
- Colin Ross A-H

## S
- Josep Navarro Santaeulàlia KAT
- Bobby Schenk D
- Manfred Schmidt D
- Andreas Schneider (Reiseschriftsteller) D
- Johanna Schopenhauer D
- Joseph August Schultes A
- Marie Espérance von Schwartz D
- Hans Schwarz CH
- Annemarie Schwarzenbach CH
- Charles Sealsfield D
- Johann Gottfried Seume D
- Fritz Sitte A
- Joshua Slocum USA
- Edmond Reuel Smith USA
- Beatrice Sonntag D
- Adolf Stahr D
- Johann Kaspar Steube D
- Joseph Stöckle D

## T
- John Robinson Tait USA
- Bayard Taylor USA
- Paul Theroux USA
- Philip Thicknesse GB
- Stephan Thiemonds D
- Herbert Tichy A
- J. Maarten Troost NL/USA
- Mark Twain USA
- Helge Timmerberg D

## U
- Antonio de Ulloa E

## V
- Henry Vallotton CH
- George Vancouver GB
- Jakob Venedey D
- Hans Hasso von Veltheim D
- Klaus Viedebantt D

## W
- Tilmann Waldthaler I/AUS
- Armin T. Wegner D
- Georg Weerth D
- Ludolf Wienbarg D
- Mary Wollstonecraft GB/IRL
- Erich Wustmann D

## Z
- Miroslav Zikmund CZ